# Ma Se-geon
Dans ce nom coréen, le nom de famille, Ma, précède le nom personnel Se-geon.
Pour les articles homonymes, voir Ma.
Ma Se-geon (en coréen : 마세건), né le 24 janvier 1994 à Pusan, est un escrimeur sud-coréen. Il a décroché une médaille de bronze aux Jeux olympiques d'été de 2020 dans l'épreuve d'épée par équipes.

## Carrière
Il a gagné, par équipes, deux médailles de bronze aux championnats du monde junior en 2013 et 2014.
En 2020, bénéficiant de la retraite de Park Kyoung-doo ou Jung Jin-sun, Ma se voit offrir l'occasion d'une sélection aux Jeux olympiques en dépit de son classement mondial, au-delà de la 80e place en individuel. Il dispute le tournoi individuel, perdant en tour de barrage contre Roman Petrov (7-15) ce qui le classe 33e sur 36 participants.
Par équipes, il ne dispute qu'un assaut lors du quart de finale contre la Suisse, perdu (2-5) contre Michele Niggeler, avant d'être remplacé par Song Jae-ho, pourtant encore moins bien classé que lui. Le règlement olympique n'autorisant qu'un seul changement sur toute la durée de la compétition, il assiste en tant que spectateur privilégié à la victoire de ses coéquipiers contre les Suisses (44-39), leur défaite contre le Japon en demi-finale (38-45) et leur victoire dans le match pour la médaille de bronze contre la Chine (45-42). Quoique modeste, sa contribution lui vaut d'être récompensé d'une médaille de bronze. 

## Palmarès
- Jeux olympiques
  -  Médaille de bronze par équipes aux Jeux olympiques de 2020 à Tokyo

## Classement en fin de saison
| Année | 2016 | 2017 | 2018       | 2019       | 2020 | 2021 | 2022 |
| ----- | ---- | ---- | ---------- | ---------- | ---- | ---- | ---- |
| Rang  | 204  | 168  | Non-classé | Non-classé | 90   | 62   | 223  |